# Bylica nadmorska
Bylica nadmorska (Artemisia maritima L.) – gatunek roślin z rodziny astrowatych. Rośnie głównie wzdłuż wybrzeży w zachodniej i północno-zachodniej Europie od Francji i Wysp Brytyjskich poprzez wybrzeża Morza Północnego i Bałtyckiego po północną Rosję. W Polsce gatunek stwierdzony został tylko jako przejściowo zawleczony w Westerplatte (stąd we florze Polski ma status efemerofitu). Może zostać jednak odnaleziony ponieważ występuje blisko granic – na Rugii, Bornholmie i w krajach bałtyckich.

## Morfologia

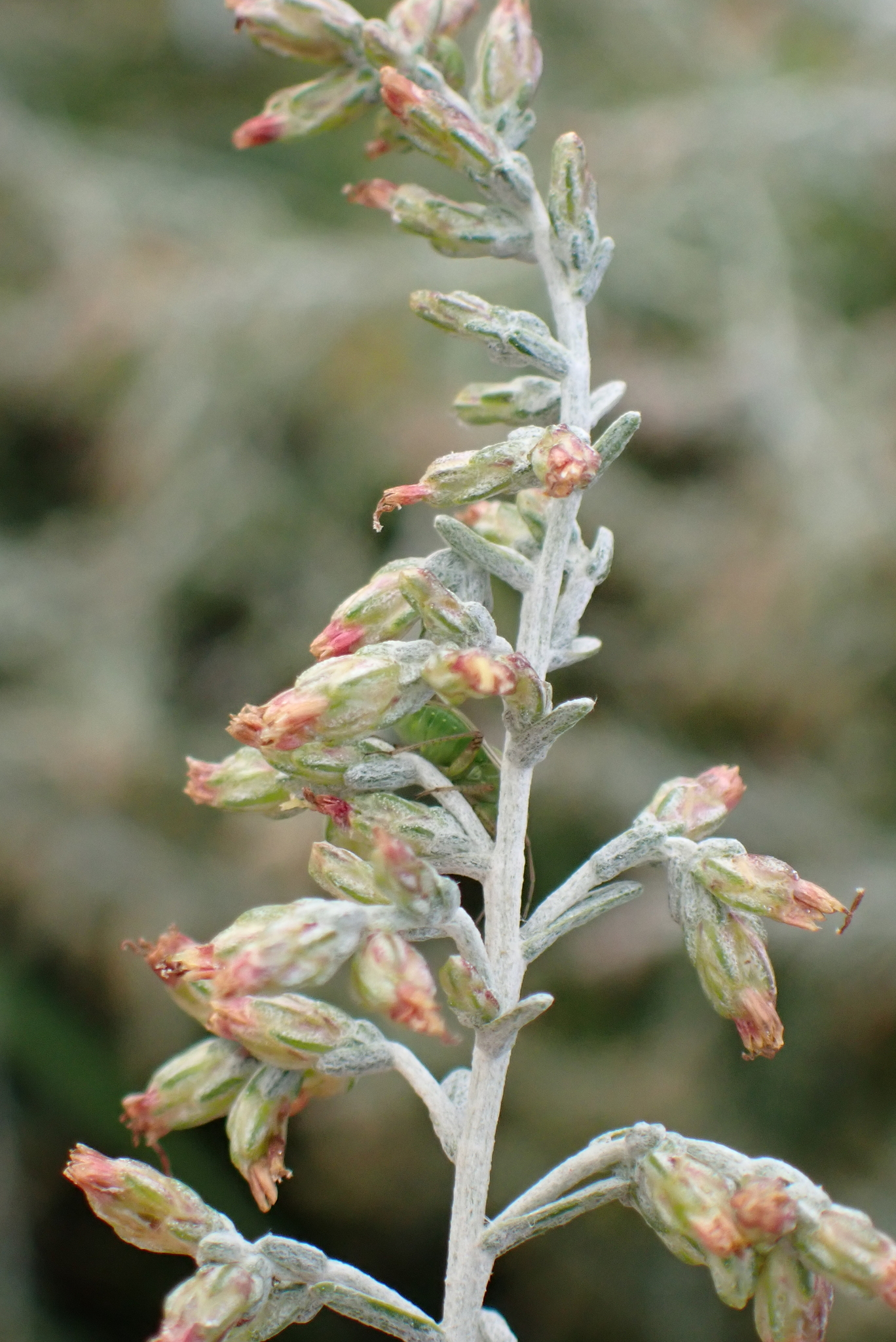
Kwiatostan

PokrójBiało lub szaro, filcowato owłosiona roślina zielna z drewniejącą nasadą pędu, z prostym korzeniem i długimi rozłogami. Łodyg kilka lub kilkanaście, prosto wznoszących się i osiągających od 20 do 40, rzadziej do 70 cm wysokości. Łodygi w górze rozgałęziają się.
LiścieDolne liście długoogonkowe, wyższe krótkoogonkowe lub siedzące. Blaszki długości 2–3 cm, rzadziej do 5 cm, w ogólnym zarysie jajowate, dwu- i trzykrotnie pierzastosieczne, z odcinkami równowąskimi, tępo zakończonymi lub nieco zaostrzonymi. Najwyższe liście siedzące i równowąskie.
KwiatyZebrane w silnie wydłużone, jajowate koszyczki tworzące rozpierzchły, wiechowaty kwiatostan złożony. Koszyczki osiągają 2,5 do 4 mm długości. Okrywę koszyczka tworzą listki wyrastające w 3–6 szeregach. Listki te są obłonione; zewnętrzne są mniejsze, jajowate i owłosione; wewnętrzne są większe, lancetowate i nagie. Dno koszyczka (osadnik) jest bardzo drobne i mieści się na nim tylko od 3 do 10 kwiatów. Wszystkie one są obupłciowe, a ich korona jest żółta lub czerwonopurpurowa.
OwoceNiełupki spłaszczone, jajowate o bruzdowanej powierzchni.
Gatunki podobneBylica polna Artemisia campestris w podgatunku także występującym na wybrzeżu – subsp. sericea. Różni się tym, że jest bezwonna (bylica nadmorska ma pędy silnie aromatyczne), koszyczki zawierają liczne i czerwonawobrunatne kwiaty, a listki okrywy wyrastają tylko w 2–3 szeregach.

## Biologia i ekologia
Bylina, chamefit (zdrewniały i niezdrewniały). Kwitnie we wrześniu i październiku. 